# Ed Powers
Ed Powers, seudónimo de Mark Arnold Krinsky, (Brooklyn, 25 de octubre de 1954) es un productor cinematográfico, director de cine y actor pornográfico estadounidense.
Powers es más conocido por la serie Dirty Debutantes, con funcionamiento de estrella femenina que nunca tuvieron grabado escenas pornográficas de masturbación, sexo con actores masculinos, y ocasionalmente escenas lesbianas.

## La serie de Dirty Debutantes
En la serie Dirty Debutantes ha introducido muchas nuevas actrices, contribuyendo así en aumentar su reputación en el mundo del porno. Jamie Gillis fue inicialmente un coproductor de la serie.
La primera película de Marylin Star fue More Dirty Debutantes 30, lanzado en 1994, mientras Leanni Lei's en 1997 hice su primera película por Powers; esta segunda actriz se había inspirado a ser una estrella porno después de ver una película protagonizada por Mimi Miyagi, que hizo su debut con Powers. Otra actriz que profesionalmente ha hecho una de sus primeras películas en la serie de Dirty Debutantes, More Dirty Debutantes 152, fue Aurora Snow.

En 2001 Sunrise Adams hizo su debut. Posteriormente, en la serie More Dirty Debutantes 186, ella informó que la experiencia de hacer una película ha sido como "nada que quiere recordar". Por Katie Morgan la primera escena es en Dirty Debutantes 197.

## Otra carrera
En Los Angeles Powers organizó por la noche de los fines de semana un programa radio conocido como Bedtime Stories en 97.1 KLSX, o KSEX, con varios invitados relacionados con el sexo: intercambio de pareja, prostitutas, actor pornográfico, etc. Seguido por las llamadas del público en el programa radio han hablado de sexo con Ed.